# Pesca tradicional na Amazônia
A pesca tradicional na Amazônia é uma atividade de extração do pescado dos rios amazônidas usando técnicas simples de pesca artesanal e apetrechos (equipamento de captura do pescado). Uma das mais antigas e importante atividade social e atividade produtiva na região (fonte de renda e obtenção de alimento), devido a existência de muito pescado que pode ser extraído nos rios da região. Atividade praticada por diversas comunidades ribeirinhas de pescadores artesanais, nas áreas dulcícolas, costeiras e, estuarinas, seguindo as questões sazonais e questões comportamentais do pescado.
Cada pescador artesanal delimita algumas áreas de atuação de pesca e, mantem uma relação de posse com essas áreas através de acordo entre pescadores (territorialidade). Mesmo que não reconhecido formalmente por governos, essas áreas deve ser respeitadas, pois geram os conflitos, semelhante como ocorre na zona rural.
A escolha das áreas de atuação baseiam-se na experiência pessoal e cotidiana do pescador e da capacidade seus apetrechos (ou arte de pesca), fixos ou móveis, pois cada um é usado para capturar espécies específicas de pescado conforme a necessidade e volume da captura do pescado. A maioria destes são confeccionados pelos pescadores da região, usando náilon e anzol ou recursos naturais como cipó titica, tala de jupati ou de miriti. Os apetrechos artesanais são de fácil produção, de fácil uso e, de baixo custo, como por exemplo: linha de mão, matapi, pari, espinhel, malhadeira, tarrafa, cacuri.
Os apetrechos mais usados na pesca artesanal na Amazônia são: rede de espera, para captura de peixes de maior valor comercial durante a safra; malhadeira, baixo custo sendo confeccionada pelo pescador; cacuri, baixo custo confeccionado com produtos da floresta, e; matapi, usado na captura do camarão.

## Presença humana
A Amazônia(pt-BR) ou Amazónia(pt-PT?) é uma floresta latifoliada úmida que cobre a maior parte da Bacia Amazônica na América do Sul (Marañon, Solimões, Amazonas), são cinco milhões e meio de quilômetros quadrados distribuído por nove países: Brasil, Bolívia, Peru, Colômbia, Equador, Venezuela, Guiana, Guiana Francesa e, Suriname.
Pesquisas antropológicas têm sugerido que a região amazônica realmente chegou a ser densamente povoada, com cerca de cinco milhões de pessoas podem ter vivido na região no ano de 1500, divididos entre densos assentamentos costeiros, tais como em Marajó, e moradores do interior. As populações amazônicas na época da pré-história, combinado a outros fatores, suscitou grandes transformações entre as sociedades indígenas da Amazônia. Segundo arqueólogos, as sociedades que habitavam regiões da bacia amazônica organizaram-se de forma cada vez mais elaborada entre 1 000 a.C. e 1000 d.C. Os arqueólogos definem estas sociedades como Cacicados Complexos; que tornaram-se cada vez mais hierarquizadas (provavelmente contendo nobres, "plebeus" e servos cativos), com a constituição de uma chefia político-social centralizada no cacique, adotação de posturas bélico-expansionistas. O comércio e os indícios arqueológicos apontam uma densidade demográfica de escala urbana nessas civilizações. Acredita-se que a monocultura era praticada, além da caça e da pesca intensivas, a produção intensa de raízes e o armazenamento de alimentos.

## Apetrechos
As técnicas e apetrechos são baseados de experiência históricas realizadas na Amazônia, que repassadas hereditariamente ou adaptadas conforme a demanda de cada usuário. Os petrechos da pesca artesanal usados na região podem ser classificados em:
Rede de espera: um apetrecho de pesca artesanal grande no formato de malha produzido com fio de náilon, que deixa a água passar fazendo a captura do pescado. É usada na captura de peixes de grande porte, durante a safra;
Malhadeira: m apetrecho de pesca artesanal similar a rede de espera, malha produzido com náilon, a diferença está no tamanho: a malhadeira é menor que a rede de espera;
Cacuri ou curral de peixe: um tipo de apetrecho de pesca artesanal (ou armadilha) produzido com recursos da floresta, feito com pequenos galhos de madeira ou talas, fixado no leito ou margem do rio/igarapé com o objetivo de capturar pescado pequeno para subsistência, que ali entram durante a maré alta, ficando presos quando a maré baixa.
Matapi: um apetrecho de pesca artesanal no formato de cesto (armadilha) para captura de camarões, que entram ali para serem ficam presos em outro cesto, o viveiro, também confeccionado com as mesmas espécies de talas usadas para a construção do matapi.
1. 1 2 3 4  Sá, Hermógenes; Meirelles, João (2015). Viva pesca: guia de construção de acordos de pesca no Rio Canaticu: Curralinho no Marajó (Pará), uma experiência de conservação (PDF). Belém: Instituto Peabiru. Consultado em 13 de dezembro de 2024
2. 1 2 3 4 5 6 7 8 9 10 11 12 13 14  «Pesca e influências territoriais em rios da Amazônia». Núcleo de Altos Estudos Amazônicos / Universidade Federal do Pará (UFPA). Novos Cadernos NAEA. 19 (1). 23 de junho de 2016. ISSN 2179-7536. doi:10.5801/ncn.v19i1.3391. Consultado em 13 de dezembro de 2024
3. ↑  Silva, Maria do Socorro Rocha da (30 de agosto de 2013). «Bacia hidrográfica do Rio Amazonas: contribuição para o enquadramento e preservação». UNIVERSIDADEFEDERAL DO AMAZONAS (UFAM). PÓS-GRADUAÇÃO PROGRAMA DE PÓS-GRADUAÇÃO EM QUÍMICA. Consultado em 18 de outubro de 2024
4. ↑  «A floresta habitada: História da ocupação humana na Amazônia». Imazon. 3 de setembro de 2015. Consultado em 17 de outubro de 2024
5. ↑  Chris C. Park (2003). Tropical Rainforests. [S.l.]: Routledge. p. 108
6. ↑  John Roach. «Ancient Amazon Cities Found; Were Vast Urban Network»
7. ↑  Manuela Carneiro da Cunha (2008). «História dos Índios no Brasil»
8. ↑  Anna Roosevelt (1997). «Amazonian Indians from Prehistory to the Present»
9. ↑  Discovery News. «Ancient Amazon Civilization»
10. ↑  Monica Trindade e Mauricio Paiva. «Amazônia Antiga»
11. ↑  Anna Curtenius Roosevelt. «Arqueologia Amazônia»
12. ↑  Braga, Cesar França; do Espírito-Santo, Roberto Vilhena; da Silva, Bianca Bentes; Giarrizzo, Tommaso; Castro, Edna Ramos (31 de dezembro de 2006). «CONSIDERAÇÕES SOBRE A COMERCIALIZAÇÃO DE PESCADO EM BRAGANÇA – PARÁ» (PDF). Belém. Boletim Técnico Científico do CEPNOR. 6 (1): 105–120. doi:10.17080/1676-5664/btcc.v6n1p105-120. Consultado em 15 de setembro de 2023. Resumo divulgativo

1. ↑  Também chamada de Floresta/Selva Amazônica, Floresta Equatorial da Amazônia, Floresta Pluvial, ou Hileia Amazônica